# مالدون، اسکس
latitudeمالدون، اسکسlongitudeمالدون، اسکس
مالدون، اسکس (به انگلیسی: Maldon, Essex) یک شهرک در بریتانیا است که در اسکس واقع شده است.

## نگارخانه

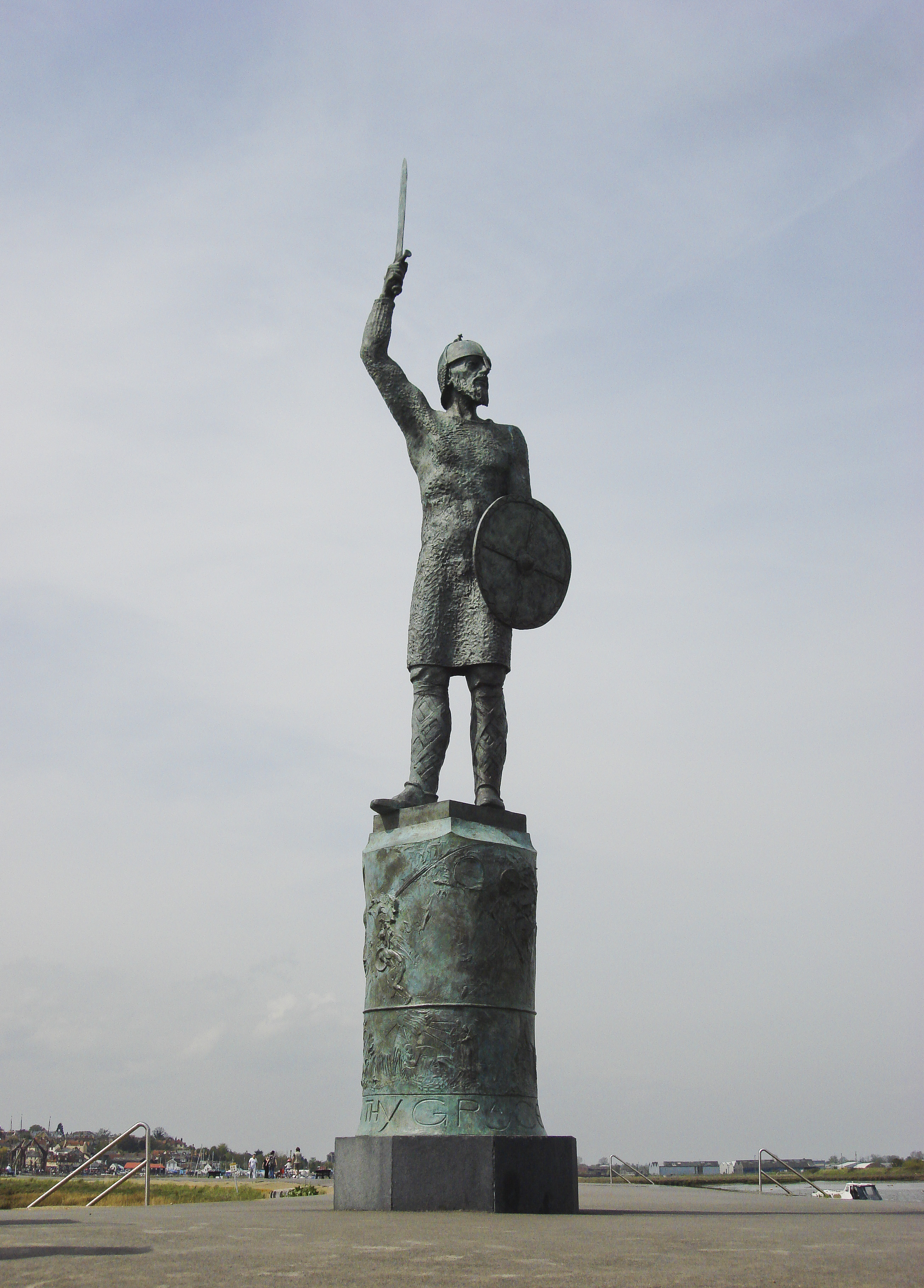
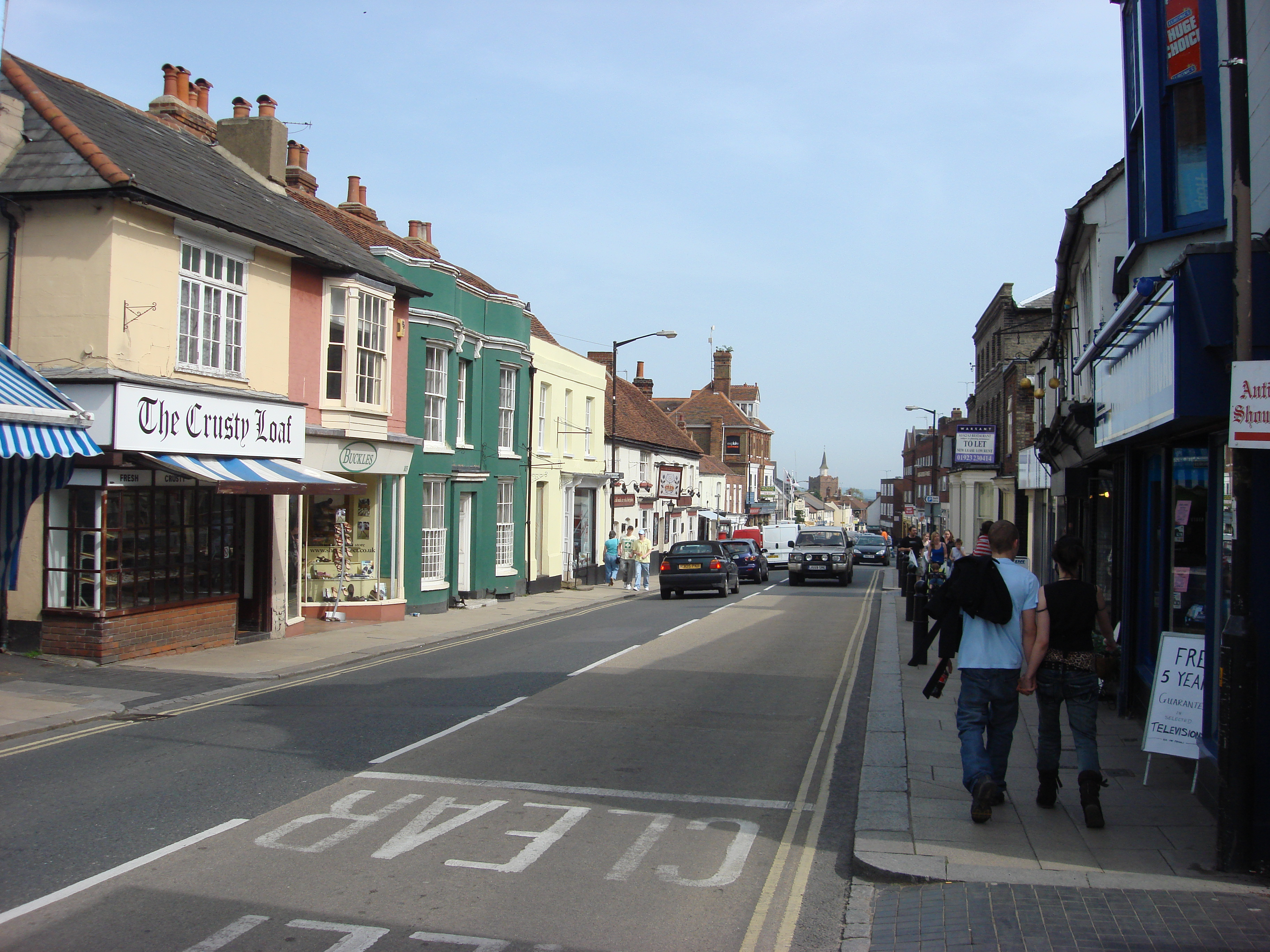
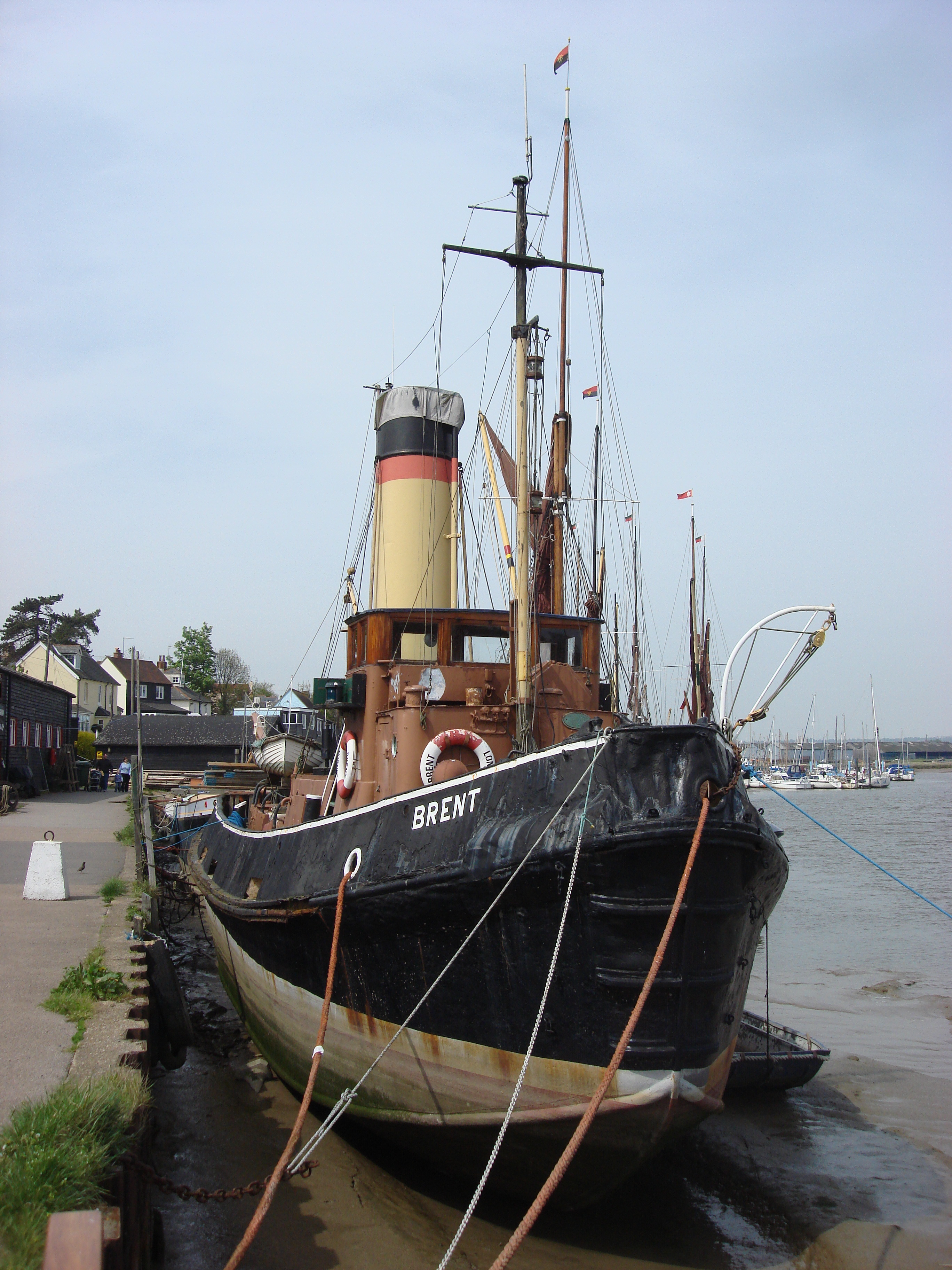
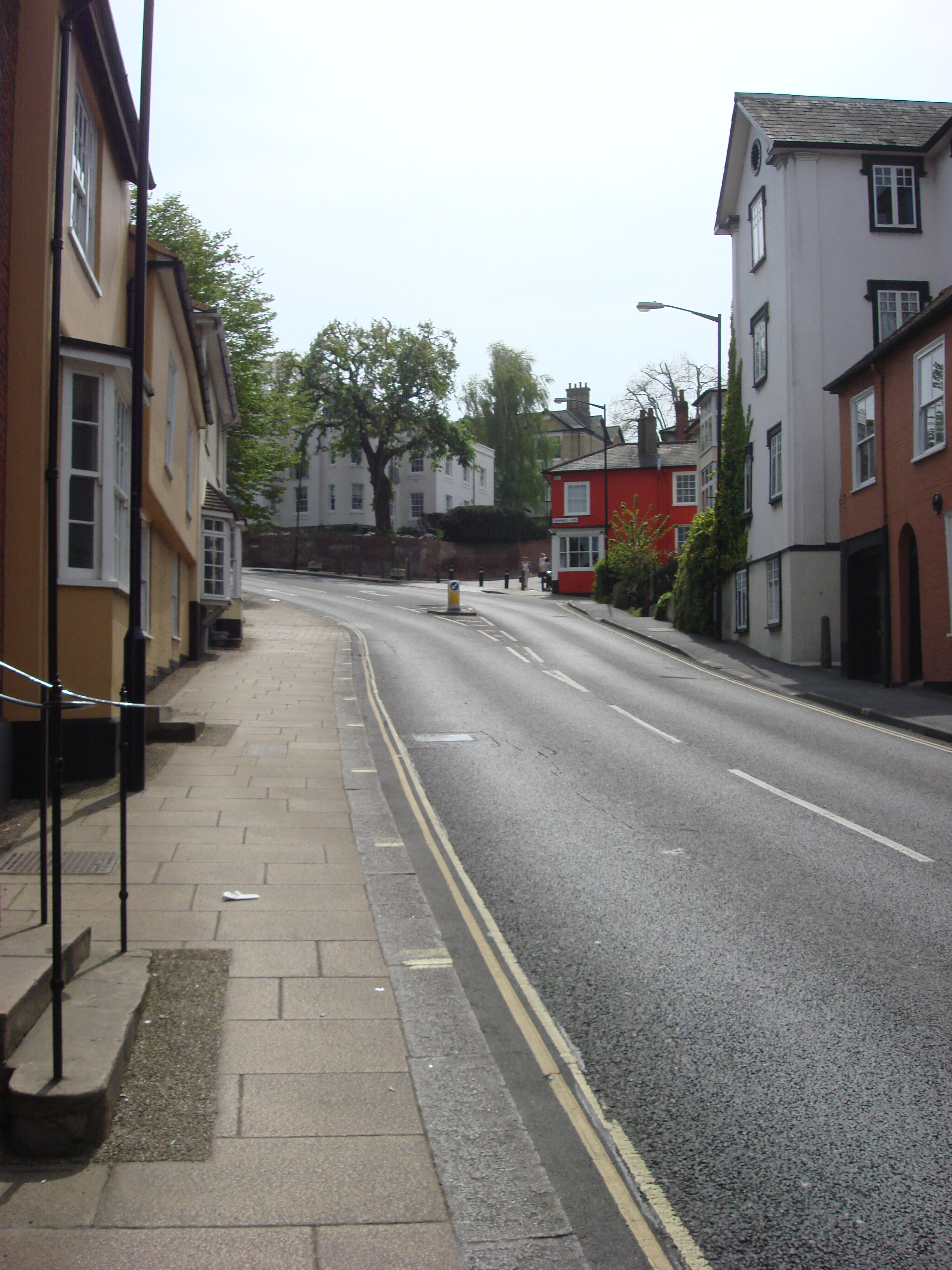

## خصوصیات
مالدون ۲۱٬۴۶۲ نفر جمعیت دارد.